# Wielka Szarpana Turnia
Wielka Szarpana Turnia (słow. Veľký Ošarpanec, niem. Dubketurm, węg. Dubke-torony) – turnia o wysokości ok. 2364 m n.p.m. znajdująca się w południowo-wschodniej grani Wysokiej w słowackiej części Tatr Wysokich. Wielka Szarpana Turnia należy do grupy trzech Szarpanych Turni, jest z nich najwyższa. Od Smoczej Kopki na północnym zachodzie oddziela Wielką Szarpaną Turnię siodło Szarpanej Przełączki, a od Pośredniej Szarpanej Turni na południowym wschodzie oddzielona jest Wyżnią Szarpaną Szczerbiną. Na wierzchołek Wielkiej Szarpanej Turni nie prowadzą żadne znakowane szlaki turystyczne, dostępna jest jedynie dla taterników.
Polskie i słowackie nazewnictwo Wielkiej Szarpanej Turni (także Szarpanych Turni) wywodzi się od jej „poszarpanego” kształtu. Niemiecka i węgierska nazwa upamiętnia jednego z pierwszych zdobywców jej wierzchołka – Ernsta Dubkego.

## Historia
Pierwsze wejścia turystyczne:
- Heinrich Behn, Ernst Dubke, Johann Breuer i Johann Franz senior, 9 maja 1907 r. – letnie,
- Gyula Balla i Lajos Rokfalusy, 24 marca 1912 r. – zimowe[1].